# Беатрис Кастилска (1254 – 1286)
Беатрис Кастилска (1254 – 1280) e кастилска инфанта и маркиза на Монферат – втора съпруга на маркграф Вилхелм VII Монфератскки.

## Биография
Беатрис Кастилска е родена през декември 1254 г. Дъщеря е на кастилския крал Алфонсо X Мъдри и на Виоланта Арагонска. Първоначално е била сгодена за Йохан II Бранденбургски, чрез което Алфонсо целял да получи подкрепата на Бранденбург за избора му за император на Свещената Римска империя. Плановете обаче се провалили и годежът е разтрогнат. През 1271 г. в град Мурсия Беатрис е омъжена за монфератския маркиз Вилихелм VII. Това бил втори брак за Вилхелм VII, чиято единствена дъщеря от предишния му брак била омъжена за брата на Беатрис.

## Семейство
Беатрис Кастилска и Вилхелм VII Монфератски имали пет деца:
- син (1272), починал в ранна детска възраст;
- син (1273), починал в ранна детска възраст

- Йоланда (1271 – 1315) – омъжена за византийския император Андроник II Палеолог;
- Джовани I (1275 – 9 януари 1305) – маркграф на Монферат;
- Алисина (починала преди 1305 г.) – съпруга на Бертолдо Орсини.[3]

Беатрис Кастилска умира през 1286, шест години преди съпруга си. От петте им деца само три достигат зряла възраст.